# Alexis von Kræmer
Alexis Karl Oskar Fredrik von Kræmer, född 8 januari 1871 i Sankt Petersburg, död 24 december 1927 i Helsingfors, var en finländsk universitetslektor, språkvetare och politiker.

## Biografi
Von Kræmer var son till amiral Johan Fredrik Oscar von Kræmer och friherrinnan Sofia Maria Julia Dorotea Cedercreutz. År 1905 gifte han sig med Agnes Aline Palmgren.
Han blev student från Helsingfors lyceum 1890 och studerade därefter vid Helsingfors universitet, där han avlade filosofie kandidat 1893, magisterexamen 1894, blev filosofie licentiat 1900 och promoverades till filosofie doktor 1901. Han fullbordade även språk- och litteraturstudier i Paris under perioden 1893–1898.
Von Kræmer verkade som fransklärare vid svenska läroverk i Helsingfors 1896–1922 och från 1910 som lektor i franska vid Helsingfors universitet, en tjänst han innehade fram till sin död 1927. Han var därtill aktiv i kulturföreningar såsom Alliance française i Helsingfors, där han var sekreterare 1894–1914, samt ordförande i Helsingfors fransk-engelska klubb (1918–1924) och i Société Franco-finlandaise (1924–1927). Han tilldelades Hederslegionen av Frankrike 1920.
Von Kræmer representerade adeln vid Svenska ståndslantdagen åren 1899, 1900, 1904–1905 och 1905–1906.

## Verk
- Villiers de l’Isle Adam: en literaturhistorisk studie. Helsingfors 1900
- Edmond och Jules de Goncourt. Helios Förlag, Helsingfors 190